# Aechmea pedicellata
Espèce
Classification phylogénétique
Aechmea pedicellata est une espèce de plantes de la famille des Bromeliaceae, endémique de la forêt atlantique (mata atlântica en portugais) au Brésil.

## Synonymes
- Lamprococcus pedicellatus (Leme & H.E.Luther) L.B.Sm. & W.J.Kress[1].